# ガブリエラ・ウィレムス

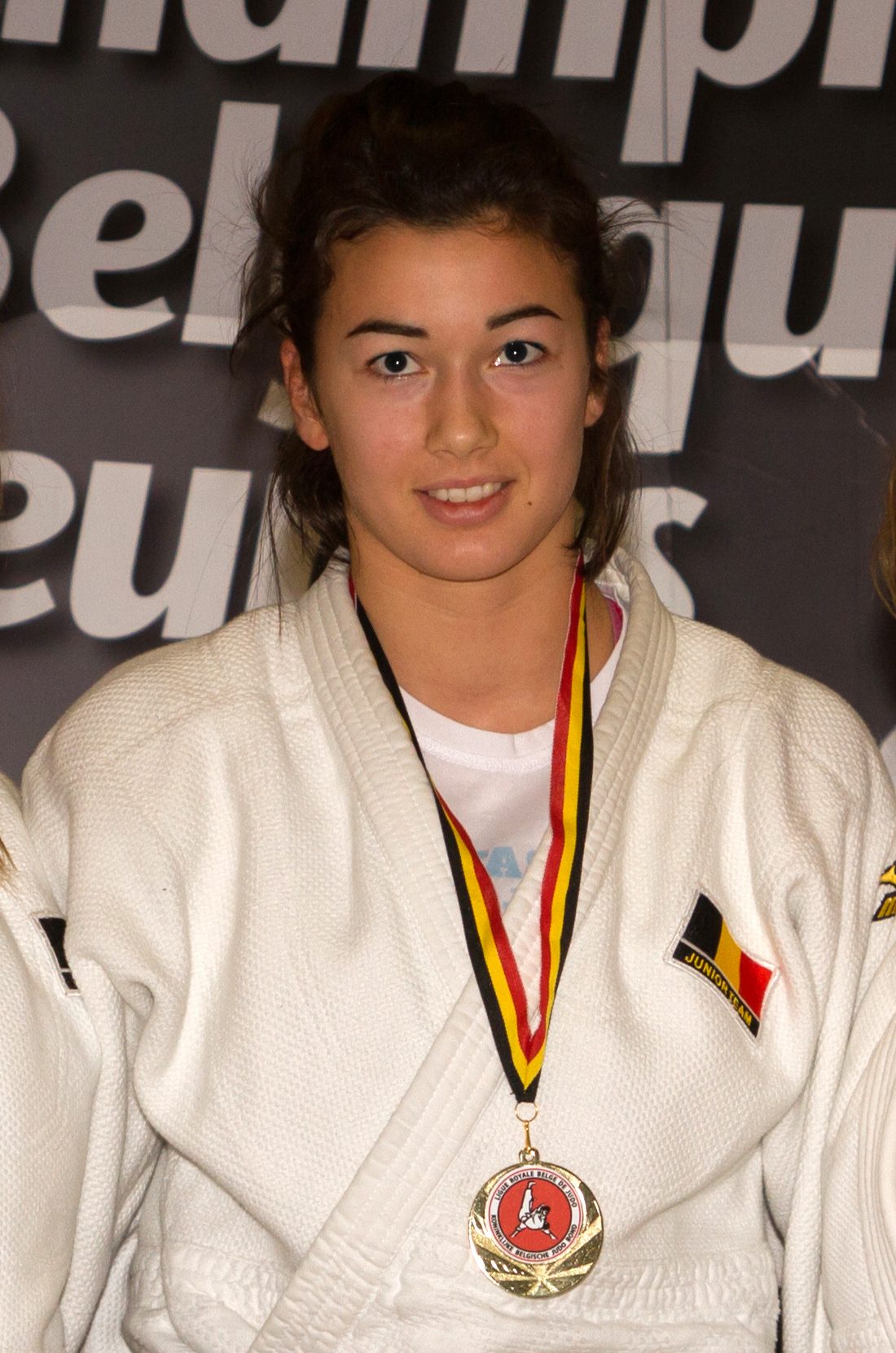

ガブリエラ・ウィレムス（Gabriella Willems 1997年7月1日- ）はベルギー出身の柔道選手。階級は70kg級。

## 経歴
2017年の世界ジュニアで3位になった。2020年のグランドスラム・デュッセルドルフでは決勝で新井千鶴に敗れて2位だった。2022年のグランドスラム・アブダビとグランドスラム・バクーでも2位となった。2024年の世界選手権は5位だったが、パリオリンピックでは銅メダルを獲得した。
IJF世界ランキングは3673ポイント獲得で21位(24/7/22現在)。

## 主な戦績
- 2017年 - 世界ジュニア　3位
- 2018年 - グランプリ・カンクン　2位
- 2018年 - グランプリ・ハーグ　3位
- 2020年 - グランドスラム・デュッセルドルフ　2位
- 2021年 - グランドスラム・トビリシ　3位
- 2022年 - グランドスラム・アブダビ　2位
- 2022年 - グランドスラム・バクー　2位
- 2023年 - グランドスラム・テルアビブ　3位
- 2024年 - 世界選手権　5位
- 2024年 - パリオリンピック　3位

(出典、JudoInside.com)